# Libuše Hlubučková
Libuše Hlubučková (28. listopadu 1936 Jablonec nad Nisou – 2. listopadu 2022 Jablonec nad Nisou) byla česká šperkařka, sochařka a středoškolská pedagožka.

## Životopis
Libuše Hlubučková se narodila 28. listopadu 1936 v Jablonci nad Nisou. V letech 1952–1956 vystudovala obor rytí skla na Střední uměleckoprůmyslové škole sklářské v Železném Brodě (prof. B. Medek, L. Přenosil, A. Hásek), a poté působila několik let jako přední vzorkařka podniku n. p. Železnobrodské sklo v Zásadě. V letech 1961–1967 studovala na Vysoké škole uměleckoprůmyslové v Praze u prof. Stanislava Libenského a v ateliéru kov a šperk u doc. Jana Nušla.
Po absolvování VŠUP působila do roku 1975 jako jedna z předních návrhářek pro n. p. Jablonex a n. p. Skleněná bižuterie v Jablonci nad Nisou. Poté pracovala jako odborný pedagog v Lidové škole umění v Jablonci a v letech 1982–1986 na Střední průmyslové škole. Od roku 1986 byla vedoucí výtvarnicí oboru rytého skla na Střední uměleckoprůmyslové škole sklářské v Železném Brodě.
Poprvé vystavovala své šperky ještě jako studentka VŠUP v Obecním domě v Praze při příležitosti pražského kongresu AICA. Zabývala se autorským šperkem a získala významná ocenění na Mezinárodních výstavách bižuterie v Jablonci nad Nisou (1968, 1971, 1974, 1977) a na veletrhu v Plovdivu (1970). V roce 1968 a 1971 se zúčastnila sympozií Stříbrný šperk v Jablonci nad Nisou (první ročník roku 1968 byl mezinárodní přehlídkou, ale po okupaci Československa se dalšího ročníku mohli zúčastnit již pouze domácí tvůrci) a v osmdesátých letech mezinárodních šperkařských sympozií Šperk a drahokam v Turnově a později Mezinárodního trienále šperku v Jablonci nad Nisou (1997 a 2008). Skleněnému šperku byly věnovány mezinárodní výstavy v Bratislavě (1984) a v Trenčíně (1987), kam byla Libuše Hlubučková vybrána jako jedna z několika českých autorů.

### Ocenění
- 1968 Jablonec '68, Zlatá medaile
- 1970 Mezinárodní veletrh Plovdiv, Zlatá medaile[8]
- 1971 Jablonec '71, Zlatá medaile
- 1974 Jablonec '74, Stříbrná medaile
- 1977 Jablonec '77, Stříbrná medaile

## Dílo
Od konce 60. let se Libuše Hlubučková věnovala tvorbě volného autorského šperku, v němž kombinovala kompozice z šitých a navlékaných perliček s moderní asymetrickou montáží v leštěném stříbře. V té době působila jako návrhářka v závodě Železnobrodké sklo, kde byly šperky s využitím tzv. rocailové výšivky ze skleněných korálků hojně využívány. Originálním příspěvkem Libuše Hlubučkové jsou její rozměrné a lehké závěsy z tvarově bohatých prvků z čirého nebo topasově zbarveného skla spojené stříbrnými články. Ocenění získala i za návrhy vánočních ozdob s foukanými skleněnými perlemi.
V 80. letech se zabývala tvorbou stříbrných šperků s využitím drahých kamenů i smaltu. Pro její tvorbu z 90. let jsou charakteristické ryté brože geometrických tvarů.

### Zastoupení ve sbírkách
- Uměleckoprůmyslové muzeum v Praze
- Moravská galerie v Brně[14]
- Muzeum skla a bižuterie v Jablonci nad Nisou
- Severočeské muzeum Liberec
- Muzeum Českého ráje Turnov
- Museum of Modern Art, Sydney
- Městské muzeum v Železném Brodě

### Výstavy (výběr)

#### Autorské
- 2002/2003 Libuše Hlubučková: Šperk, Galerie Belveder, Jablonec nad Nisou
- 2016 Všechno nejlepší!, Městské muzeum v Železném Brodě
- 2021 Libuše Hlubučková, Muzeum skla a bižuterie, Jablonec nad Nisou[4]

#### Kolektivní (výběr)
- 1968 Stříbrný šperk 1968: Výstava výsledků I. mezinárodní symposium Jablonec nad Nisou, Galerie Václava Špály, Praha[15]
- 1968 Kov a šperk, Galerie na Betlémském náměstí, Praha[16]
- 1968 Jablonec 68: Mezinárodní výstava bižuterie, Výstaviště, Jablonec nad Nisou
- 1969 Z přírůstků užitého umění 20. století, Moravská galerie v Brně, Brno (Brno-město)
- 1971 Stříbrný šperk 1971, výstava vysledků II. symposium Jablonec nad Nisou, Jablonec nad Nisou
- 1973 Bijuterii moderne din R.S. Cehoslovacă, Sala Ateneului Român (Ateneul Român), Bukurešť
- 1978 Soudobý československý šperk, Muzeum skla a bižuterie v Jablonci nad Nisou
- 1979 Současné užité umění, Severočeská galerie výtvarného umění v Litoměřicích
- 1983 Súčasný československý umelecký šperk, Galéria Miloša Alexandra Bazovského v Trenčíne
- 1983 Český šperk 1963–1983, Středočeské muzeum, Roztoky
- 1984 Současné umění Liberecka, Malba, kresba, grafika, objekty, šperk, sklo, Ústřední kulturní dům železničářů (ÚKDŽ), Praha
- 1985 Sto let českého užitého umění: České užité umění 1885–1985 ze sbírek Uměleckoprůmyslového muzea v Praze k stému výročí založení muzea, Uměleckoprůmyslové museum, Praha
- 1987 Súčasná československá sklenená plastika a sklenený šperk, Galéria Miloša Alexandra Bazovského v Trenčíne
- 1987 Umění módy, Galerie Centrum, Praha
- 1990 Kov a šperk: Oborová výstava, Galerie Václava Špály, Praha
- 1993 Kov – šperk 1993, Dům umění města Brna
- 1996/1997 Užité umění 60. let, Uměleckoprůmyslové muzeum, Brno
- 2002 Carbunculus, Granatus, Zrnakoč, Sedmnáct století českého granátu, Lobkovický palác na Pražském hradě, Praha
- 2003 Český šperk 1950 až 2000, Císařská konírna na Pražském hradě[17]
- 2013 Bienále šperku v Železném Brodě[18]
- 2015 Umění Pojizeří: 55, Muzeum a Pojizerská galerie Semily
- 2018 Jablonec ’68, Die Neue Sammlung: The International Design Museum Munich (Staatliches Museum für angewandte Kunst), Mnichov[19]
- 2018 Jablonec 68: Der Ost-West-Schmuckgipfel, Bröhan-Museum, Berlín
- 2020/2021 Kaleidoskop vkusu: Československá bižuterie na výstavách 1948–1989, Muzeum skla a bižuterie v Jablonci nad Nisou[20]

### Katalogy
- Věra Vokáčová, Stříbrný šperk 1968 (Výstava výsledků I. mezinárodního symposia v Jablonci n. N.), 1968
- Věra Vokáčová, Kov a šperk, 1968
- Jiřina Medková, Z přírůstků užitého umění 20. století, Moravská galerie v Brně 1969
- Věra Vokáčová, Stříbrný šperk 1971 (Výstava výsledků II. symposium Jablonec n. N.), 1971
- Věra Vokáčová, Dagmar Hejdová, Bijuterii moderne din R.S. Cehoslovacă, 1973
- Věra Vokáčová, Věra Maternová, Soudobý československý šperk, Muzeum skla a bižuterie v Jablonci nad Nisou 1978
- Alena Adlerová, Současné užité umění (Sklo, keramika, tapiserie, šperk (autorská individuální tvorba), Severočeská galerie výtvarného umění v Litoměřicích 1979
- Věra Vokáčová, Marián Kvasnička, Súčasný československý umelecký šperk, Galéria Miloša Alexandra Bazovského v Trenčíne 1983
- Věra Vokáčová, Český šperk 1963–1983, Středočeské muzeum, Roztoky 1983
- Marcela Pánková, Současné umění Liberecka (Malba, kresba, grafika, objekty, šperk, sklo), Ústřední kulturní dům železničářů (ÚKDŽ) 1984
- František Hora, Severočeští výtvarníci, Severočeské nakladatelství 1986
- Jan Rous a kol., Sto let českého užitého umění (České užité umění 1885–1985 ze sbírek Uměleckoprůmyslového muzea v Praze k stému výročí založení muzea), 244 s., UPM 1987
- Milena Lamarová, Umění módy, Dílo 1987
- Marián Kvasnička, Danica Lovišková, Súčasná československá sklenená plastika a sklenený šperk, Galéria Miloša Alexandra Bazovského v Trenčíne 1987
- Věra Vokáčová, Kov a šperk: Oborová výstava, Unie výtvarných umělců České republiky 1990
- Alena Křížová, Kov – šperk 1993, Dům umění města Brna 1993
- Antonín Dufek a kol., Užité umění 60. let, Moravská galerie v Brně 1996, ISBN 80-7027-053-5
- Dana Stehlíková, Carbunculus Granatus Zrnakoč (Sedmnáct století českého granátu / Seventeen Centuries of the Czech Garnet), Národní muzeum, Praha 2002
- Lenka Patková, Umění Pojizeří, Muzeum a Pojizerská galerie Semily 2015, ISBN 978-80-905890-1-8
- Angelika Nollert (ed.), Jablonec '68 (Erstes Gipfeltreffen der Schmuckkünstler aus Ost und West / The First Summit of Jewelry Artists from east and West), Arnoldsche 2018, ISBN 978-3-89790-519-1

### Souborné publikace (výběr)
- Věra Vokáčová, Současný šperk, Odeon, Praha 1979
- Antonín Langhamer, Legenda o českém skle, Tigris, Zlín 1999, ISBN 80-86062-02-3
- Alena Křížová, Proměny českého šperku na konci 20. století, Academia, Praha 2002, ISBN 80-200-0920-5
- Iva Knobloch Janáková, Radim Vondráček (eds.), Design v českých zemích 1900–2000, UPM, Academia, Praha 2016, ISBN 978-80-200-2612-5 (Acad.), ISBN 978-80-7101-157-6 (UPM)
- Daniela Kramerová, Terezie Nekvindová (eds.), Automat na výstavu (Československý pavilon na Expo 67 v Montrealu), Akademie výtvarných umění, Praha, GAVU Cheb 2017, ISBN 978-80-87395-31-8